# Chiến dịch tấn công Bereznegovatoye–Snigirevka
Chiến dịch tấn công Bereznegovatoye–Snigirevka (6 tháng 3 - 18 tháng 3 năm 1944) là một chiến dịch tấn công cấp Phương diện quân thuộc các hoạt động quân sự tại hữu ngạn sông Dniepr năm 1944 trên Mặt trận Xô-Đức trong Chiến tranh thế giới thứ hai. Bằng chiến dịch này, Phương diện quân Ukraina 3 và cánh Bắc của Phương diện quân Ukraina 4, quân đội Liên Xô đã đánh bại Tập đoàn quân 6 của quân đội Đức Quốc xã và Tập đoàn quân 3 của Romania tại khu vực giữa sông Ingulets và sông Nam Bug.
Cuộc tấn công mở đầu bằng đòn vu hồi của xe tăng và kỵ binh Liên Xô vượt sông Ingulets đánh vào sau lưng cụm quân Bereznegovatoye–Snigirevka do tướng Ferdinand Schörner chỉ huy đang đóng ở phía Bắc Nikolayev. Phối hợp với họ, các tập đoàn quân xung kích 5, cận vệ 8 và các tập đoàn quân bộ binh 6, 28, 46 cũng khép vòng vây quanh khu vực Bereznegovatoye–Snigirevka. Trên cánh Bắc, các Tập đoàn quân 37 và 57 làm nhiệm vụ phối hợp chặn sườn tại chỗ tiếp giáp giữa hai phương diện quân Ukraina 2 và 3 cũng tiến đến tuyến sông Nam Bug. Chỉ nhờ có cuộc phá vây liều chết sang phía Tây bằng Quân đoàn xe tăng 57 ở khu vực Snigirevka-Nikolayev, Tập đoàn quân 6 (Đức) mới thoát khỏi nguy cơ bị tiêu diệt hoàn toàn một lần nữa. Sau hai tuần giao chiến, Phương diện quân Ukraina 3 phải dừng lại trên hạ lưu sông Nam Bug sâu và rộng. Phương diện quân Ukraina 4 cũng phải dừng tại trước cửa ngõ thành phố Nikolayev. Trong 13 ngày tấn công trong các điều kiện khó khăn của mùa xuân tan băng, Phương diện quân Ukraina 3 đã tiến lên được từ 140 đến 200 km, giải phóng một phần lớn đất đai Ukraina khỏi sự chiếm đóng của phát xít Đức. 14 đơn vị xuất sắc nhất trong chiến đấu được mang các tên gọi "Novobugskie" và 6 đơn vị khác được mang tên "Berislavskie" và "Kherson".
Đối với quân đội Liên Xô, chiến dịch thành công nhưng không đạt được các mục tiêu cuối cùng. "Cái túi" Bereznegovatoye–Snigirevka không được đóng chặt trên khu vực Nikolayev và một phần Tập đoàn quân 6 (Đức) đã thoát vây. Đến cuối tháng 3, Phương diện quân Ukraina 3 phải tiếp tục tổ chức thêm Chiến dịch tấn công Odessa mới có thể đánh bại hoàn toàn Tập đoàn quân 6 (Đức) và Tập đoàn quân 3 Romania, đẩy quân Đức về bên kia sông Dniestr. Sau chiến dịch, các lực lượng còn lại Tập đoàn quân 6 và Tập đoàn quân 3 Romania tổ chức tuyến phòng thủ trên sông Nam Bug và cố gắng giữ đầu cầu Nikolayev. Phương diện quân Ukraina 3 tiếp quản toàn bộ chính diện mặt trận dọc theo hạ lưu sông Nam Bug từ Konstantinovka đến Nikolayev. Phương diện quân Ukraina 4 được lệnh tập trung toàn lực về phía Nam, phối hợp với Tập đoàn quân Độc lập Duyên Hải mở Chiến dịch Krym (1944) thanh toán Tập đoàn quân 17 (Đức) đang bị cô lập tại đây.

## Tình huống mặt trận
Trong khi quân Đức đang cố gắng tập trung lại lực lượng đã bị thiệt hại lớn sau khi bại trận tại Nikopol–Krivoi Rog để chống giữ các vị trí còn kiểm soát được ở Tây Nam Ukraina thi quân đội Liên Xô đã có kế hoạch mở một cuộc tấn công tổng lực trên toàn mặt trận Ukraina từ Bắc xuống Nam với sự tham gia của cả ba phương diện quân Ukraina 1, 2, 3 gần như vào cùng một thời điểm (các ngày 4, 5, 6 tháng 3 năm 1944). Bộ Tổng tham mưu Liên Xô dự tính rằng các đòn đánh này sẽ đẩy lùi quân Đức khỏi lãnh thổ Liên Xô trong vòng 2 tháng. Chiến dịch tấn công Bereznegovatoye–Snigirevka là cuộc tấn công thứ ba của toàn bộ kế hoạch đó.
Những cuộc tấn công liên tiếp của Hồng quân trong mùa đông 1943-1944 đã gây ra nhiều thiệt hại nặng nề cho quân đội Đức Quốc xã, giải phóng nhiều vùng lãnh thổ rộng lớn và quan trọng về chiến lược. Đến ngày 29 tháng 2, các phương diện quân Ukraina 3 và 4 đã thanh toán xong "cái chảo" Nikopol-Krivoi Rog và đẩy quân Đức về phía Tây sông Ingulets. Lúc này, thời tiết ấm lên, chuyển dần sang mùa xuân. Hiện tượng bùn lầy mùa xuân do băng tan trong lòng đất (raputista) cộng với mưa xuân và tuyết tan trên mặt đất đã khiến đường sá trở nên lầy lội. Do đó, quân đội Đức Quốc xã cho rằng đà tiến công của phía Liên Xô bị chậm lại và vì vậy họ sẽ có thêm thời gian để củng cố lại lực lượng.
Khu vực hạ lưu gần cửa sông Nam Bug và sông Ingulets là vùng trũng, thấp, không phát huy được khả năng cơ động của xe tăng, cơ giới và kỵ binh. Trên vùng cửa sông Dniepr (khu vực Kherson) và cửa sông Nam Bug (Nikolayev), các đồng lầy ngập mặn chỉ mọc một số loại cây cỏ dại, thuận lợi cho việc ẩn nấp, phục kích nhưng rất khó khăn cho vận động tấn công. Việc sử dụng các phương tiện nặng trên địa hình này là bất khả thi. Ở phía Nam khu vực Bereznegovatoye–Snigirevka hầu như không có đường bộ lớn. Các tuyến đường sắt nối Nikolayev với Kherson, Kherson với Snigirevka và Snigirevka với Nikolayev là những con đường độc đạo xuyên qua các đầm lầy, đã bị phá hỏng nhiều đoạn trong các trận chiến hồi mùa hè năm 1941. Trừ 2 tuyến đường sắt Nikolayev - Nikopol và Nikolayev - Dolinskaya, các tuyến đường sắt còn lại đều đã ngừng hoạt động.

## Binh lực và kế hoạch

### Quân đội Liên Xô

#### Binh lực
Phương diện quân Ukraina 3 do đại tướng R. Ya. Malinovsky làm tư lệnh, đảm nhận toàn bộ chiến dịch. Thành phần gồm có:
- Tập đoàn quân 57 do trung tướng N. A. Gagen chỉ huy, trong biên chế có:
  - Quân đoàn bộ binh 9 gồm các sư đoàn bộ binh 118, 230, 301.
  - Quân đoàn bộ binh 64 gồm Sư đoàn bộ binh cận vệ 73, các sư đoàn bộ binh 19, 52.
  - Quân đoàn bộ binh 68 gồm các sư đoàn bộ binh 93, 113, 223.
  - Pháo binh gồm Trung đoàn pháo binh 1110; các trung đoàn pháo chống tăng 374, 595; Trung đoàn súng cối 523; Trung đoàn phòng không cận vệ 71; Tiểu đoàn súng máy phòng không 227.
  - Lực lượng thiết giáp có Lữ đoàn xe tăng 96.
  - Công binh các trung đoàn 251, 252.
- Tập đoàn quân 37 do trung tướng M. N. Sharokhin chỉ huy, trong biên chế có:
  - Quân đoàn bộ binh cận vệ 6 gồm các sư đoàn bộ binh 20 (cận vệ) và 195.
  - Quân đoàn bộ binh 57 gồm các sư đoàn bộ binh cận vệ 58, 92 và sư đoàn bộ binh 228.
  - Quân đoàn bộ binh 82 gồm sư đoàn bộ binh cơ giới cận vệ 10, các sư đoàn bộ binh 28 (cận vệ) và 188.
  - Sư đoàn bộ binh cận vệ 15 (trực thuộc Tập đoàn quân).
  - Pháo binh gồm Trung đoàn Katyusha cận vệ 42; Trung đoàn pháo binh 381; các trung đoàn pháo chống tăng 324, 1008; Trung đoàn súng cối 562; Trung đoàn pháo binh 586.
  - Lực lượng thiết giáp có Lữ đoàn pháo tự hành 22.
  - Công binh có các trung đoàn 112, 116.
- Tập đoàn quân 46 do trung tướng V. V. Glagolev chỉ huy, trong biên chế có:
  - Quân đoàn bộ binh cận vệ 31 gồm các sư đoàn bộ binh cận vệ 4, 34, 40.
  - Quân đoàn bộ binh 32 gồm các sư đoàn bộ binh 60, 259, 366.
  - Quân đoàn bộ binh 34 gồm các sư đoàn bộ binh 236, 394 và 395.
  - Pháo binh gồm Trung đoàn pháo binh cận vệ 109; các trung đoàn pháo chống tăng 437, 1312; Trung đoàn súng cối 462; Trung đoàn phòng không 1651.
  - Công binh có các trung đoàn 68, 269.
- Tập đoàn quân cận vệ 8 do thượng tướng V. I. Chuikov chỉ huy, trong biên chế có:
  - Quân đoàn bộ binh cận vệ 4 gồm các sư đoàn bộ binh cận vệ 35, 47, 57.
  - Quân đoàn bộ binh cận vệ 28 gồm các sư đoàn bộ binh cận vệ 38, 79, 88.
  - Quân đoàn bộ binh cận vệ 29 gồm các sư đoàn bộ binh cận vệ 27, 74, 82.
  - Sư đoàn bộ binh 152 (trực thuộc Tập đoàn quân)
  - Pháo binh gồm Trung đoàn Katyusha cận vệ 40; các trung đoàn pháo binh 99, 170 (cận vệ), 547; các trung đoàn pháo chống tăng 266 (cận vệ), 184; Trung đoàn súng cối 141; Trung đoàn phòng không 856.
  - Lực lượng thiết giáp có Trung đoàn pháo tự hành cận vệ 5.
  - Công binh có các trung đoàn 326, 327, 350, 358.
- Tập đoàn quân 6 do trung tướng I. T. Shlemin chỉ huy, trong biên chế có:
  - Quân đoàn bộ binh cận vệ 34 gồm các sư đoàn bộ binh cận vệ 59, 61 và sư đoàn bộ binh 243.
  - Quân đoàn bộ binh 66 gồm các sư đoàn bộ binh 203, s44, 333.
  - Pháo binh có Tiểu đoàn Katyusha 506, Trung đoàn pháo binh cận vệ 103, Trung đoàn sơn pháo 152, Trung đoàn pháo chống tăng 1248, Tiểu đoàn súng phun lửa 251, Trung đoàn súng cối 531, Trung đoàn phòng không 1587.
  - Công binh có trung đoàn 370.
- Tập đoàn quân xung kích 5 do thượng tướng V. D. Tsvetayev chỉ huy, trong biên chế có:
  - Quân đoàn bộ binh cận vệ 10 gồm các sư đoàn bộ binh cận vệ 82, 109 và sư đoàn bộ binh 320.
  - Quân đoàn bộ binh 37 gồm các sư đoàn bộ binh cận vệ 49, 108; các sư đoàn bộ binh 248, 416.
  - Sư đoàn bộ binh 295 (trực thuộc Tập đoàn quân)
  - Pháo binh có Trung đoàn Katyusha cận vệ 92; các trung đoàn pháo binh 110 (cận vệ), 880, 1162; Trung đoàn sơn pháo 274; Lữ đoàn pháo chống tăng 7; các trung đoàn pháo chống tăng 507, 521; Trung đoàn súng cối 489; Trung đoàn phòng không 1617.
  - Công binh có các trung đoàn 130, 827 và trung đoàn cầu phà 121.
- Tập đoàn quân 28 do trung tướng A. A. Grechkin chỉ huy, trong biên chế có:
  - Quân đoàn bộ binh cận vệ 3 gồm các sư đoàn bộ binh cận vệ 50, 54, 96.
  - Các sư đoàn bộ binh 48 (cận vệ) 61, 130 (trực thuộc Tập đoàn quân).
  - Pháo binh có trung đoàn pháo binh 377, Trung đoàn phòng không 607.
  - Công binh có trung đoàn 57.
- Cụm kỵ binh cơ giới Pliyev (Cossack) do trung tướng I. A. Pliyev chỉ huy, trong biên chế có:
  - Quân đoàn kỵ binh cận vệ 4 gồm các sư đoàn kỵ binh cận vệ 9, 10; Sư đoàn kỵ binh 30; các trung đoàn pháo tự hành 128, 154, 131; Trung đoàn cơ giới cận vệ 12; Trung đoàn pháo binh 1815; Trung đoàn pháo chống tăng cận vệ 152; Tiểu đoàn súng phun lửa cận vệ 4; Tiểu đoàn súng cối cơ giới 68; Trung đoàn phòng không 225.
  - Quân đoàn cơ giới cận vệ 4 gồm các lữ đoàn cơ giới cận vệ 13, 14, 15; Lữ đoàn xe tăng 35; Trung đoàn xe tăng 212, Trung đoàn pháo tự hành 292; Tiểu đoàn bộ binh mô tô 62; Trung đoàn pháo chống tăng 1512; Tiểu đoàn súng phun lửa 748; Tiểu đoàn trinh sát cơ giới cận vệ 129.
  - Bộ binh trực thuộc cụm quân có Sư đoàn bộ binh mô tô cận vệ 10; các trung đoàn bộ binh mô tô 3 (cận vệ), 53; tiểu đoàn bộ binh mô tô 67.
  - Lực lượng thiết giáp trực thuộc có Lữ đoàn cơ giới cận vệ 5; Trung đoàn xe tăng hạng nhẹ cận vệ 389; các trung đoàn pháo tự hành 864, 1200, 1201, 1202; các tiểu đoàn súng phun lửa tự hành 35, 43, 52;
  - Các tiểu đoàn trinh sát kỵ binh 26, 28 (trực thuộc)
- Các đơn vị trực thuộc Phương diện quân:
  - Quân đoàn cơ giới cận vệ 2 gồm các lữ đoàn cơ giới cận vệ 4, 5, 6; Lữ đoàn xe tăng cận vệ 37; các trung đoàn xe tăng cận vệ 23, 24, 25; Tiểu đoàn bộ binh cơ giới 99; Trung đoàn pháo chống tăng 1509; Tiểu đoàn súng phun lửa 744; Tiểu đoàn trinh sát cơ giới cận vệ 408.
  - Quân đoàn xe tăng số 23 do thiếu tướng binh chủng thiết giáp Ye. G. Pushkin chỉ huy (đến ngày 12 tháng 3 được thay thế bằng trung tướng A. O. Akhmanov). Trong biên chế có: các lữ đoàn xe tăng 3, 39, 135; Lữ đoàn cơ giới 56; Trung đoàn pháo tự hành 1443; Tiểu đoàn bộ binh mô tô 82; Trung đoàn pháo chống tăng 1501; Trung đoàn súng cối 457; Tiểu đoàn trinh sát cơ giới cận vệ 423; Trung đoàn phòng không 1679.
  - Pháo binh trực thuộc Phương diện quân gồm các sư đoàn pháo binh 7, 9; các sư đoàn phòng không 3, 22; 3 lưc đoàn và 2 trung đoàn pháo chống tăng; 3 lữ đoàn và 9 trung đoàn súng cối; 9 trung đoàn phòng không độc lập, 2 tiểu đoàn phòng không cơ giới.
  - Công binh trực thuộc Phương diện quân gồm 3 lữ đoàn công binh làm đường, 1 lữ đoàn công binh cơ giới, 2 lữ đoàn công binh cầu phà, 2 trung đoàn công binh công trình; 2 tiểu đoàn công binh dò mìn.
  - Tập đoàn quân không quân 17 do trung tướng không quân V. A. Sudets chỉ huy. Biên chế gồm 2 sư đoàn tiêm kích, 1 sư đoàn cường kích, 2 sư đoàn ném bom, 1 trung đoàn ném bom ban đêm, 1 trung đoàn vận tải và 1 trung đoàn trinh sát - cứu hộ.

Binh lực tổng cộng: 60 sư đoàn, 573 xe tăng và pháo tự hành, 7.184 đại bác và súng cối, 593 máy bay

#### Kế hoạch tác chiến
Theo kế hoạch, các Tập đoàn quân cận vệ số 8 và Tập đoàn quân số 46 của Phương diện quân Ukraina 3 sẽ tấn công theo hướng Novyi Bug. Sau khi đột phá được trận tuyến địch quân, nhiệm vụ phát triển hướng tấn công sẽ được giao cho Cụm Kỵ binh-Cơ giới hóa của thiếu tướng I. A. Pliyev. Cụm Kỵ binh-Cơ giới hóa có nhiệm vụ phải đánh chiếm Novyi Bug vào ngày N+1 của chiến dịch và đến ngày N+5 phải đột phá được đến tuyến Zaselye - Burkhanovka - Snigirevka nhằm cắt đường rút lui của quân Đức. Để đảm bảo chắc thắng, Quân đoàn xe tăng 23 sẽ được tăng cường cho Tập đoàn quân 46. Phần còn lại của lực lượng được giao nhiệm vụ nghi binh.
Cản trở lớn nhất đối với kế hoạch tấn công là hiện tượng hóa bùn từ trong lòng đất do sự tan băng mùa xuân (raputista). Trung tướng I. A. Pliyev, chỉ huy cụm Kỵ binh-Cơ giới hóa mang tên ông đã kể lại tại cuộc họp phổ biến kế hoạch tác chiến về những khó khăn do raputista gây ra và việc khắc phục nó như sau:
| “                            | Ngày 2 tháng 3, trời ấm lên đáng kể. Bắt đầu một mùa xuân ngập lụt. Nền và mặt đường rất yếu, không thể vượt qua, cũng không thể dừng lại. Nước thấm ngược từ trong lòng đất ra bề mặt, mang theo các hạt sét và cát non từ dưới sâu, tạo thành các túi bùn phía dưới và phun lên bề mặt thành các vòi bùn. Các máy kéo được trang bị đặc biệt phải xúc bỏ các túi bùn trong chiến hào và các hầm hố để đổ cát vào đó. Công đoạn khó khăn nhất do các công binh tiến hành được chỉ đạo bởi các kỹ sư của các sư đoàn. Họ lấp những túi bùn đó bằng gạch vỡ, xỉ, cát, cành cây hay bất cứ thứ gì có trong tay. Họ làm việc suốt ngày và đêm không nghỉ. Còn chúng tôi thì chờ đợi. Và khi các sư đoàn chuyển quân đến sông Ingulets mới thấy rõ những việc làm đó rất cần thiết để chúng tôi vượt qua những bãi bùn sâu và rộng lớn để tiếp cận tuyến phòng thủ của đối phương. | ” |
| — Issa Alexandrovich Pliyev, | |   |

Tuy nhiên, quân đội Liên Xô vẫn chủ trương tấn công, không cho quân đội Đức Quốc xã có thời gian nghỉ ngơi để củng cố phòng thủ và tăng viện. Các tập đoàn quân được lệnh chuẩn bị các loại "giày" chuyên dùng để đi trên bùn, được đan bằng cành liễu do nhân dân địa phương hướng dẫn cách làm. Các đơn vị xe tăng, cơ giới, pháo binh phải chuẩn bị các phương tiện chống lầy, sức kéo cứu hộ. Kỵ binh phải chuẩn bị các loại xe "ghệt" (xe dùng càng có gắn bàn trượt thay bánh xe) để di chuyển trên bùn lầy hoặc trên tuyết. Ngoài các phương tiện vượt sông, công binh phải chuẩn bị các vật liệu chống lầy, chủ yếu là gỗ cây, gỗ cành, gạch, đá, đất cát... để làm đường dã chiến cho xe tăng, cơ giới vượt lầy. Kỵ binh phải trang bị cho ngựa những tấm móng đặc biệt, dễ dàng lắp vào và gỡ ra để có thể cơ động cả trên nền đất yếu và nền đất thường.

### Đức Quốc xã

#### Binh lực
Lực lượng của Cụm Tập đoàn quân A do Thống chế Ewald von Kleist làm tư lệnh phòng thủ trên tuyến sông Ingulets và khu vực Bereznegovatoye–Snigirevka-Nikolayev gồm chủ lực Tập đoàn quân 6 (Đức) và một phần Tập đoàn quân 3 (Romania).
- Tập đoàn quân 6 do thượng tướng Karl-Adolf Hollidt chỉ huy. Biên chế đến tháng 3 năm 1944 gồm có:
  - Quân đoàn xe tăng 57 của trung tướng xe tăng Friedrich Kirchner. Biên chế gồm các sư đoàn xe tăng 3 SS "Totenkopf" và SS "Großdeutschland"; Sư đoàn xe tăng 23; Sư đoàn bộ binh 15.
  - Quân đoàn bộ binh 17 của trung tướng Hans Kreysing. Biên chế gồm các sư đoàn bộ binh 302, 46, 125.
  - Quân đoàn bộ binh 29 của trung tướng xe tăng Erich Brandenberger. Biên chế gồm các sư đoàn xe tăng 9, các sư đoàn bộ binh 79, 294.
  - Quân đoàn bộ binh 44 của trung tướng pháo binh Maximilian de Angelis. Biên chế gồm các sư đoàn bộ binh 4, 153, 335.
  - Quân đoàn bộ binh 30 của trung tướng pháo binh Maximilian Fretter-Pico. Biên chế gồm Sư đoàn bộ binh cơ giới 16, các sư đoàn bộ binh 257, 304, 306.
- Tập đoàn quân 3 (Romania) do đại tướng Petre Dumitrescu chỉ huy. Trong biên chế có:
  - Quân đoàn hỗn hợp 72 gồm Sư đoàn bộ binh 258 (Đức), các sư đoàn bộ binh 4, 6 Romania
  - Quân đoàn hỗn hợp 29 gồm Sư đoàn bộ binh 96 (Đức) Sư đoàn bộ binh 21 (Romania), 4 lữ đoàn khinh binh Romania
  - Quân đoàn bộ binh 2 Romania gồm Sư đoàn bộ binh 9 và Sư đoàn kỵ binh 1
  - Quân đoàn bộ binh 3 Romania gồm các sư đoàn bộ binh 1, 2 và Lữ đoàn bộ binh 110.
- Tập đoàn quân không quân số 4 của thượng tướng Otto Dessloh, sử dụng 2 trung đoàn tiêm kích, 1 sư đoàn cường kích và 1 sư đoàn ném bom yểm hộ Cụm tập đoàn quân Nam Ukraina.

Binh lực tổng cộng: 33 sư đoàn, 359 xe tăng và pháo tự hành, 3.386 đại bác và súng cối, 600 máy bay.

#### Kế hoạch phòng thủ
Có cùng tư duy với tướng Otto Wöhler, các tướng Karl-Adolf Hollidt và Maximilian de Angelis đều bố trí phòng thủ dựa vào các tuyến sông. Điểm thuận lợi cho Tập đoàn quân 6 (Đức) là vị trí phòng thủ của nó đều nằm ở hạ lưu và vùng cửa sông của các con sông Ingulets, Ingul, Nam Bug và Dniestr. Ở đây, mặt sông rộng, lòng sông sâu, hai bên bờ có nhiều bãi lầy và vùng đất trũng ngập, khó triển khai xe tăng và cơ giới nặng. Thời tiết mùa xuân băng tạn làm cho các vùng trũng bị ngập sâu hơn, mặt đất trở thành bùn nhão. Điểm bất lợi là muốn xây dựng được các vị trí phòng thủ kiên cố, cần phải cấu trúc bằng bê tông hoặc các phương tiện bọc thép. Tận dụng các xe tăng cũ, hỏng, các loại xác pháo, xác xe cơ giới, các toa tàu... tập đoàn quân 6 (Đức) đã dựng lên những hỏa điểm và các rào cản dọc theo sông Ingulets, sông Ingul, sông Nam Bug và con đường sắt Nikolayev - Dolinskaya.
Các sư đoàn xe tăng được triển khai ở giữa mặt trận làm lực lượng phòng ngự cơ động. Riêng sư đoàn xe tăng 3 SS "Totenkoff" được giao phòng thủ Nikolayev. Thành phố Nikolayev nằm gần cửa sông Nam Bug được cấu trúc thành trung tâm phòng ngự vững chắc. Các cụm cứ điểm mạnh được triển khai tại Kazanka, Vladimirovka, Snigirevka, Bereznegovatoye, Kherson ở phía Nam, đầu mối đường sắt quan trọng Dolinskaya ở phía Bắc và điểm cực Bắc tại thị trấn Novgorodka. Tuyến phòng thủ thứ hai gồm các cụm cứ điểm Bobrinets, Novyi Bug, Bashtanka, Odesvo (???) dọc theo con đường sắt Nikolayev - Dolinskaya và sông Ingul. Tuyến phòng thủ thứ ba dọc theo sông Nam Bug gồm thành phố Nikolayev, Novaya (Novaya Odessa), Voznesensk và Konstantinovka. Các tướng Karl-Adolf Hollidt và Maximilian de Angelis hy vọng với chiến thuật phòng thủ nhiều lớp từ xa sẽ ngăn chặn được quân đội Liên Xô và ít nhất cũng giữ được hai trung tâm quan trọng là Odessa và Nikolayev.
Từ Königsberg, Hitler đã gửi bức điện động viên các tướng lĩnh của Tập đoàn quân 6. Ông ta không tiếc lời ca ngợi binh lính của Tập đoàn quân 6 là "Đạo quân phục thù", ý nói đến việc trả thù cho sự thất bại của Tập đoàn quân 6 của Thống chế Paulus trước đó đã bị tiêu diệt hoàn toàn trong Chiến dịch Stalingrad. Như thường lệ, Hitler kêu gọi các tướng lĩnh, sĩ quan và binh lính Đức hãy biến Nikolayev và Odessa thành "Những pháo đài của Führer".

## Diễn biến

### Các cuộc vượt sông Ingul
Tối và đêm mùng 5 tháng 3, R. Ya. Malinovsky lệnh cho tướng V. A. Sudets huy động toàn bộ máy bay ném bom ban đêm của Tập đoàn quân không quân 17 oanh kích Nikolayev, Bereznegovatoye, Novyi Bug, Kherson, các đầu mối đường sắt Dolinskaya và Snigirevka. Đòn mật tập bằng không quân đã gây rối loạn trong hậu phương trực tiếp của mặt trận thuộc Tập đoàn quân 6 (Đức). Sáng ngày 6 tháng 3, hơi ẩm từ biển Đen kéo vào đã tạo một màn sương mù dày đặc trên các con sông Dniepr và Ingulets. Hầu hết các khẩu đội pháo của các sư đoàn pháo binh 7, 9 và cả pháo binh của các tập đoàn quân đều không thể nhìn thấy vật chuẩn để xạ kích chính xác. Đến 12 giờ trưa, sương đã tan bớt và sau một đợt pháo kích chuẩn bị 30 phút, Tập đoàn quân cận vệ 8 phát động tấn công vượt sông. Các sư đoàn bộ binh Đức chốt giữ tại phía trước bến vượt Shirokoye và phía Tây Krivoy Rog kháng cự kháng cự quyết liệt nhưng không thể ngăn được Trung đoàn pháo tự hành cận vệ 5 tràn qua sông yểm hộ cho Quân đoàn bộ binh cận vệ 4 đánh thẳng vào trung tâm phòng ngự. 15 giờ chiều ngày 6 tháng 3, Quân đoàn bộ binh cận vệ 28 tiếp tục sang sông cùng quân đoàn bộ binh cận vệ 4 đánh tỏa ra hai bên sườn bến vượt, mở rộng đột phá khẩu lên đến 18 km, sâu 12 km. Cụm kỵ binh cơ giới của tướng I. A. Pliyev lập tức được đưa vào cửa mở và hành tiến suốt đêm trong trời mưa tầm tã về phía Novyi Bug. Toàn bộ chiến tuyến của Tập đoàn quân 6 (Đức) đều bị các đơn vị nghi binh Liên Xô tấn công, khiến cho quân Đức phải căng lực lượng ra đối phó và không thể đem quân ứng cứu lẫn nhau.
Ở phía Bắc, Lữ đoàn công binh cầu phà 151 đã làm xong cây cầu phao dài 180 mét phía hạ lưu cây cầu đường sắt Krivoy Rog bị phá hủy, Tập đoàn quân 46 cũng tràn qua sông Inlulets và chiếm được căn cứ đầu cầu phía Đông Kazanka. 14 giờ ngày 6 tháng 3, Quân đoàn xe tăng 23 (phối thuộc Tập đoàn quân 46) vượt sông và đột kích về Kazanka. Tập đoàn quân không quân 4 (Đức) tung ra hơn 40 phi vụ cường kích nhằm vào đoàn xe tăng Liên Xô đang tiến về Kazanka nhưng các máy bay Ju-87 đều bị các máy bay tiêm kích của Tập đoàn không quân 17 (Liên Xô) và pháo cao xạ của Tập đoàn quân 46 đánh lui. Tối mùng 6 tháng 3, Quân đoàn xe tăng 23 đã tiếp cận Kazanka. Tập đoàn quân 37 cũng vượt sông nhằm hướng Dolinskaya. Ngày 8 tháng 3, có Quân đoàn xe tăng 23 mở đường, Tập đoàn quân cận vệ 46 đã tiến đến tuyến phòng thủ thứ hai của quân Đức, đánh chiếm một loạt cứ điểm Zelenoye (???), Novo Malinovka, Kazankovka, Annovka, Vetselyi (Veselyi Stav) và tiến nhanh đến sông Ingul.

### Các hướng tấn công chính
Ngày 11 tháng 3, Cụm kỵ binh cơ giới của tướng I. A. Pliyev đã vượt qua bùn lầy trên hương lộ Tsvetkove - Kostyleva (???), tiếp cận cửa ngõ Novyi Bug, một trung tâm phòng ngự mạnh và quan trọng ở chính giữa mặt trận do Quân đoàn bộ binh 29 (Đức) trong đó có Sư đoàn tăng 9 (Đức) đóng giữ. Đây cũng là nơi đóng Sở chỉ huy tiền phương của tướng Karl-Adolf Hollidt. Quân đoàn xe tăng 23 được lệnh chuyển hướng đến Novyi Bug, cùng với Cụm kỵ binh cơ giới công kích trung tâm phòng ngự này. Trong suốt ngày 11 tháng 3, xe tăng và kỵ binh cơ giới Liên Xô liên tục đột kích vào phía Bắc và phía Đông Novyi Bug nhưng vẫn không thể đột nhập và thành phố. Chiều 11 tháng 3, tướng Karl-Adolf Hollidt điều thêm Sư đoàn xe tăng SS "Großdeutschland" đến tăng viện cho Novyi Bug, đẩy Cụm kỵ binh cơ giới Pliyev về tuyến xuất phát. Trong trận đụng độ tại cụm 3 cứ điểm Zelenyi Gaye (Zelenyi Yar) - Bashtanka - Shevchenko, phía Tây Nam Novyi Bug, ngày 11 tháng 3, Quân đoàn trưởng quân đoàn xe tăng 23, tướng Ye. G. Pushkin, tử thương vì mảnh bom. Ngày 12 tháng 3, tướng A. O. Akhmanov, tham mưu trưởng quân đoàn được giao quyền tư lệnh Quân đoàn xe tăng 23.
Để giải quyết nhanh điểm nút Novyi Bug, ngày 12 tháng 3, Đại tướng R. Ya. Malinovsky tung Quân đoàn cơ giới cận vệ 2 phối thuộc cho Cụm kỵ binh cơ giới của Piyev tăng thêm sức đột phá. Cuộc công kích Novyi Bug diễn ra suốt hai ngày 12 và 13 tháng 3. Tối 13 tháng 3, Quân đoàn cơ giới cận vệ 4 (có 100 xe tăng và 23 pháo tự hành) đột nhập vào nội đô Novyi Bug từ phía Bắc, Quân đoàn xe tăng 23 (có 102 xe tăng và 16 pháo tự hành) vòng qua phía Tây chặn đường rút của quân Đức. Tướng Karl-Adolf Hollidt phải rời sở chỉ huy tiền phương Tập đoàn quân 6 về Bereznegovatoye. Còn bản thân ông ta thì rút về sở chỉ huy chính tại Nikolayev, giao lại cho thiếu tướng Max Hermann Bork, tham mưu trưởng Tập đoàn quân ở lại trực tiếp chỉ huy tại tuyến đầu. Ngày 14 tháng 3, Quân đoàn kỵ binh cận vệ 4 giải phóng Novyi Bug. Sau khi đánh chiếm Novyi Bug, cả I. A. Pliyev và A. O. Akhmanov đều nhận được lệnh tiến dọc sông Ingul xuống phía Nam, khép vòng vây sau lưng cụm quân chủ yếu của Tập đoàn quân 6 (Đức) đang phòng thủ tại khu vực Bereznegovatoye–Snigirevka-Bashtanka. Nguy cơ của một Stalingrad mới lại đang đe dọa Tập đoàn quân 6 (Đức).
Trên cánh cực Bắc, Tập đoàn quân 57 phối hợp với Tập đoàn quân cận vệ 7 (Phương diện quân Ukraina 2) nhanh chóng tiêu diệt cứ điểm Novgorodka trên đường phân giới giữa 2 phương diện quân và tiến công qua phía Bắc Dolinskaya, đánh chiếm Bobrinets ngày 11 tháng 3. Tập đoàn quân 37 cũng tấn công qua phía Nam Dolinskaya và ngày 10 tháng 3 đã tiếp cận sông Ingul. Ngày 12 tháng 3, Quân đoàn bộ binh cận vệ 6 (Tập đoàn quân 37) có lữ đoàn pháo tự hành 22 yểm hộ và Quân đoàn bộ binh 64 (Tập đoàn quân 57) có Lữ đoàn xe tăng 96 mở đường đã hợp vây 3 sư đoàn Đức tại Dolinskaya, tiêu diệt sư đoàn bộ binh 38 (Đức) đánh thiệt hại nặng các sư đoàn bộ binh 46 và 123. Ngày 13 tháng 3, Tập đoàn quân 57 đã tiến đến bờ sông Ingul cũng phải dừng lại chờ phương tiện vượt sông và phối hợp với cánh trái của Tập đoàn quân cận vệ 7 tấn công Konstantinovka trên bờ đông sông Ingul.
Ở hướng Nam, các tập đoàn quân xung kích 5, 6 và 28 cố tình để hở hướng sông Dniepr và mở cuộc tấn công trực diện từ Blakitnoye - Kachkarovka về phía Tây. Trong khi tập đoàn quân 6 và xung kích 5 tiến dọc theo hai bên bờ sông Ingulets, hình thành thế vây bọc Snigirevka thì Tập đoàn quân 28 có Quân đoàn cơ giới cận vệ 2 mang tên "Tanatsisin" mở đường chỉ trong một tuần đã tiến công một mạch dọc theo hữu ngạn sông Dniepr, quét sạch các vị trí phòng thủ của các sư đoàn bộ binh 304, 306 (Đức) và Sư đoàn bộ binh 4 (Romania) khỏi bờ bắc. Ngày 11 tháng 3, Quân đoàn cơ giới cận vệ 2 giải phóng Berislav. Ngày 13 tháng 3, Sư đoàn bộ binh cận vệ 48 của đại tá quân đổ bộ đường không V. F. Magelov và Sư đoàn bộ binh 96 của đại tá Dorofeev đã tiến vào Kherson. Ngày 14 tháng 3, tàn quân Đức ở Kherson rút lên phía Bắc, nhập vào tàn quân của các Quân đoàn bộ binh 17, 29, 30 đang vị nửa hợp vây tại "cái túi" Bereznegovatoye–Snigirevka.

### Khi vòng vây chưa khép chặt

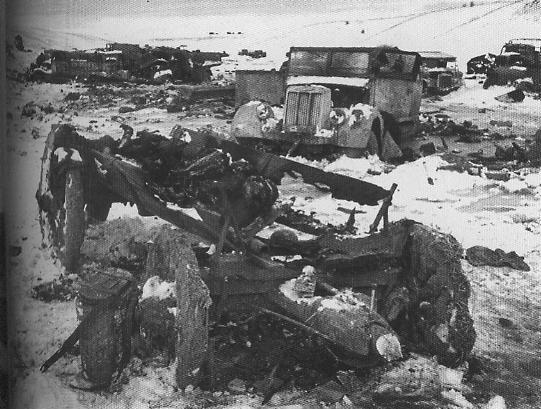
Các tài sản quân sự của Quân đội Đức Quốc xã vứt lại trong khi tháo chạy

Ngày 13 tháng 3, Quân đoàn xe tăng 23 tấn công dọc theo bờ Đông sông Ingul. Cụm Kỵ binh cơ giới của tướng Pliyev tấn công dọc theo con đường sắt đi Nikolayev, đánh chiếm Barmashovo, hình thành hai vòng vây song song bao bọc lấy cụm quân Đức ở Bereznegovatoye–Snigirevka. Ở phía Đông, các Tập đoàn quân 6 và xung kích 5 tiếp tục gây sức ép vào Snigirevka. Ở phía Bắc, Tập đoàn quân 46 đã vượt sông Ingul trong hành tiến, đánh chiếm Novaya Odessa (Nova Odesa) trên bờ Đông sông Nam Bug. Ngày 15 tháng 3, Tập đoàn quân 37 cũng vượt sông Ingul và tiến đến bờ sông Nam Bug đối diện với thành phố Voznesensk bên kia sông.
Ngày 14 tháng 3, không cần xin ý kiến cấp trên, tướng Ewald von Kleist ra lệnh cho tướng Max Hermann Bork phá vây. Ông cũng ra lệnh cho tướng Friedrich Kirchner chỉ huy Quân đoàn xe tăng 57 đang phòng thủ tại Nikolayev điều Sư đoàn xe tăng 3 SS "Totenkopf" đột kích vào Barmashovo, chặn đường tiến của Quân đoàn xe tăng 23 và tướng Maximilian Fretter-Pico điều Sư đoàn xe tăng 9 tấn công vào Bashtanka, không cho Cụm kỵ binh của tướng I. A. Pliyev tiến sâu xuống phía Nam. Từ trong vòng vây, Sư đoàn xe tăng 23 (Đức) và các sư đoàn bộ binh 123, 387 cũng tấn công từ phía Đông vào Barmashovo, các sư đoàn bộ binh 15, 38, 153 tấn công vào Bashtanka, vào phía sau Cụm kỵ binh cơ giới Liên Xô để mở đường thoát vây. Từ ngày 14 đến ngày 17 tháng 3, các trận kịch chiến dữ dội bằng cả xe tăng, kỵ binh và bộ binh diễn ra dọc theo con đường sắt Nikolayev - Bashtanka. Trên cánh Bắc, cuộc đột phá của các sư đoàn bộ binh 15, 38, 125 (Đức) bị Quân đoàn cơ giới cận vệ 4 (Liên Xô) đánh bật sang phía Đông và rơi vào tuyến tấn công của Tập đoàn quân cận vệ 8 và Quân đoàn kỵ binh cận vệ 4. Kỵ binh Liên xô có pháo tự hành yểm hộ đã đánh lui đòn đột phá của ba sư đoàn bộ binh Đức và truy kích họ trên đường rút trở lại Bereznegovatoye. Tình hình cụm quân Đức bị vây ở hướng Barmashovo tỏ ra khả quan hơn. Lợi dụng kẽ hở giữa Quân đoàn cơ giới cận vệ 4 và Quân đoàn xe tăng 23 (Liên Xô), các sư đoàn xe tăng đã chọc được một lỗ thủng xuyên qua đội hình tấn công của quân đội Liên Xô để giải vây cho nhóm quân phía Nam. Từ ngày 16 tháng 3, quân Đức lũ lượt rút theo con đường goòng Snigirevka - Nikolayev về Nikolayev, len lỏi qua vòng vây chưa khép chặt của Quân đội Liên Xô để chạy về Nikolayev, nơi còn lại chiếc cầu duy nhất bắc qua hạ lưu sông Nam Bug.
Phát hiện quân Đức rút lui, Tập đoàn quân 6 và Tập đoàn quân cận vệ 5 tăng tốc độ tấn công truy kích nhưng họ vẫn không thể theo kịp cuộc "rút lui về phía trước mặt" của quân Đức. Do thiếu phối hợp chỉ đạo của Bộ Tư lệnh mặt trận, Tập đoàn quân 28 (Liên Xô) đã không quay lên phía Bắc để đón gặp Quân đoàn xe tăng 23 mà đột kích thẳng vào Nikolayev. Đòn tấn công đơn độc của Tập đoàn quân 28 đã bị Quân đoàn xe tăng 57 (Đức) chặn đứng trước cửa ngõ phía Đông Nikolayev. Ngày 16 tháng 3, cả ba quân đoàn bộ binh cận vệ của Tập đoàn quân cận vệ 8 mở cuộc đột kích từ Bắc xuống Nam lần lượt đánh chiếm các cứ điểm NovoSergeyevka, NovoGorozheno, NovoPavlovka, NovoSevastopol và NovoBratsk. Ngày 18 tháng 3, Tập đoàn quân cận vệ 8 hoàn thành việc thanh toán các sư đoàn bộ binh (Đức) còn lại bị mắc kẹt tại "cái túi" Bereznegovatoye–Snigirevka. Quân Đức để lại trên hai bờ sông Ingul 25.000 xác chết. Quân đội Liên Xô bắt giữ 7.500 tù binh. Các sư đoàn 15, 79, 96, 125, 258 (Đức) bị đánh thiệt hại nặng, các sư đoàn 294, 304, 306 và 387 (Đức) gần như bị xóa sổ.
Ngày 17 tháng 3, Sư đoàn bộ binh 394 (Tập đoàn quân 46) đã vượt sông ở Novo Odessa và đánh chiếm một đầu cầu hẹp rộng 4 km, sâu 1 km nhưng ngày hôm sau, Sư đoàn xe tăng SS "Großdeutschland" (Đức) đã ngay lập tức phản kích, hất Sư đoàn bộ binh 394 trở lại bờ Đông sông Nam Bug. Cùng ngày 17 tháng 3, Sư đoàn bộ binh cận vệ 59 (Tập đoàn quân 37) cũng đã vượt sông ở phía Nam Voznesensk, cứ điểm được mệnh danh là pháo đài của Hitler. Cuộc vượt sông không thành công. Quân đoàn xe tăng 57 (Đức) đã điều đến đây 2 trung đoàn của sư đoàn xe tăng 23, phá được căn cứ đầu cầu và các bến vượt, đẩy Sư đoàn bộ binh cận vệ 59 (Liên Xô) khỏi bờ sông. Nhận thấy tình trạng suy yếu của các Quân đoàn xe tăng, cơ giới và tình trạng chậm trễ của các đơn vị công binh, 23 giờ đêm 18 tháng 3, đại tướng R. Ya. Malinovsky ra lệnh cho các tập đoàn quân tạm dừng tấn công để chuẩn bị chu đáo hơn cho một chiến dịch mới.

## Kết quả, đánh giá và ảnh hưởng

### Kết quả
Mặc dù trong điều kiện bùn lầy khó khăn của mùa xuân, Phương diện quân Ukraina 3 của Hồng quân Liên Xô vẫn đánh bại Tập đoàn quân số 6 (Đức), tiến sâu 140 cây số và giải phóng một phần lãnh thổ rộng lớn của miền Ukraina bên hữu ngạn Dniepr. Tái lập với mục đích phục thù nhưng Tập đoàn quân 6 (Đức) cũng vẫn không thể "trả được mối thù Stalingrad" cho các sĩ quan và binh lính tiền bối mà còn chịu những thiệt hại nặng nề. Sư đoàn xe tăng 9, các sư đoàn bộ binh 15, 294, 302, 304 và 355 bị mất hơn 50% quân số cùng phần lớn số vũ khí nặng; Sư đoàn xe tăng 9 và Sư đoàn bộ binh cơ giới 16 mất khả năng chiến đấu, Sư đoàn bộ binh 125 bị xóa sổ.
Mặc dù các thông cáo của Sovinform vào thời điểm ngay sau chiến dịch cho biết có khoảng 36.000 quân Đức tử trận, 13.859 sĩ quan và binh lính Đức bị bắt nhưng các tổng kết sau này của Nguyên soái A. M. Vasilevsky và Đại tướng V. I. Chuikov đều đưa ra con số thấp hơn: 25.000 quân Đức tử trận, 7.500 người khác bị bắt làm tù binh (theo V. I. Chuikov thì số tù binh Đức khoảng 10.000). Số liệu thương vong của phía Liên Xô cho đến nay vẫn được tính gộp vào toàn bộ thương vong của Chiến dịch tấn công hữu ngạn Dniepr.

### Đánh giá và ảnh hưởng
Về phía Liên Xô, trong phối hợp tác chiến cấp Phương diện quân, sự chậm trễ trong hoạt động vượt sông Nam Bug của cánh phải Phương diện quân Ukraina 3 đã ảnh hưởng tiêu cực đến các tập đoàn quân cánh trái của Phương diện quân Ukraina 2, làm cho hướng tấn công của các tập đoàn quân này lái dần xuống phía Nam và chính diện của họ bị mở rộng ra. Lợi dụng điều này, các quân đoàn cánh trái của Tập đoàn quân 6 (Đức) đã cầm cự dai dẳng tại khu vực Pervomaisk, hãm chậm tốc độ tấn công của các tập đoàn quân cận vệ 5 và 7, tạo kẽ hở cho Quân đoàn 52 (Đức) phản kích vào bên sườn các tập đoàn quân này, gây nhiều thiệt hại.
Phương diện quân Ukraina 3 đã không đạt được mục tiêu cuối cùng là bao vây và tiêu diệt gọn Tập đoàn quân 6 (Đức) tại vùng đất giữa hai con sông Ingulets và Nam Bug. Đòn vây bọc bằng Cụm kỵ binh cơ giới và Quân đoàn xe tăng 23 của Quân đội Liên Xô chỉ đủ để tạo vòng vây nhưng không đủ để giữ vòng vây. Toàn bộ hai đơn vị này chỉ có trong tay 1 quân đoàn xe tăng và 1 quân đoàn cơ giới cùng 2 lữ đoàn xe tăng-cơ giới độc lập với hơn 200 xe tăng và pháo tự hành; trong khi Tập đoàn quân 6 (Đức) nắm trong tay 4 sư đoàn xe tăng, có sức chiến đấu tương đương với 4 quân đoàn xe tăng, cơ giới của Liên Xô. Đòn tấn công vỗ mặt của Tập đoàn quân cận vệ 8 vào Bereznegovatoye chỉ có thể đuổi được quân Đức khỏi "cái túi" Bereznegovatoye–Snigirevka mà không tạo được nguy cơ hợp vây đối với cánh quân này. Sự phối hợp không khớp giữa Tập đoàn quân 28 và Cụm kỵ binh cơ giới cũng là một trong những nguyên nhân khiến cho vòng vây bị hở một đoạn lớn ở phía Đông Nikolayev.
Thất bại của quân Đức đã khiến một số tướng lĩnh cao cấp tham gia trận đánh này bị cách chức. Tướng Hollidt buộc phải rời khỏi nhiệm sở vào ngày 20 tháng 3. Trung tướng xe tăng Sigfrid Henrici thay thế ông ta chỉ huy Tập đoàn quân 6. Tướng Kleist thì bị thải hồi vào ngày 31 cùng tháng. Tướng Ferdinand Schörner được giao tạm quyền chỉ huy Cụm tập đoàn quân Ukraina. Nhưng hai tháng sau đó, ông này đã đổi chỗ cho tướng Johannes Frießner để chỉ huy Cụm tập đoàn quân Bắc. Quân đội Liên Xô cũng tổn thất thêm một nhân sự cao cấp. Ngày 11 tháng 3, Thiếu tướng Ye. G. Pushkin, Quân đoàn trưởng quân đoàn xe tăng 23 tử thương vì mảnh bom.
Thất bại của "Đội quân báo thù"-Tập đoàn quân 6 (Đức) đã giáng một đòn nặng nề vào tuyến phòng thủ phía Nam của Cụm tập đoàn quân Nam Ukraina (Đức). Mặc dù cản được đà tấn công của Phương diện quân Ukraina 3 (Liên Xô) trong một tuần nhưng thiệt hại quá nặng nề của Tập đoàn quân 6 đã làm suy yếu mặt trận phòng thủ của liên quân Đức-Romania. Mặc dù họ còn giữ được hai trung tâm lớn là Nikolayev và Odessa nhưng Tập đoàn quân 3 Romania với sức chiến đấu kém hơn hẳn quân Đức không có khả năng một mình giữ được Odessa. Quân đội Liên Xô tiếp tục chiếm lĩnh những vị trí xuất phát tấn công có lợi phía Bắc và việc họ tạm dừng chiến dịch chỉ là một cuộc chuẩn bị ngắn trước khi giáng đòn quyết định tiếp theo, giải phóng các thành phố Nikolayev và Odessa và tiến ra biên giới Moldova.